# Chazeuil (Nièvre)
Chazeuil település Franciaországban, Nièvre megyében. Lakosainak száma 61 fő (2022. január 1.). Chazeuil Corvol-d’Embernard, Arzembouy, Authiou, Champlemy és Chevannes-Changy községekkel határos.

## Népesség
A település népességének változása:
| Lakosok száma | 49   | 57   | 63   | 59   | 58   | 57   | 58   | 60   | 61   |
|               | 2013 | 2015 | 2016 | 2017 | 2018 | 2019 | 2020 | 2021 | 2022 |